# Molukse dwergijsvogel
De Molukse dwergijsvogel (Ceyx lepidus) is een ijsvogel die voorkomt in Indonesië op de Molukken. De soorten C. margarethae Mindanaodwergijsvogel, C. wallacii Suladwergijsvogel, C. cajeli Burudwergijsvogel, C. solitarius Papoeadwergijsvogel, C. dispar Manusdwergijsvogel, C. mulcatus New-Irelanddwergijsvogel, C. sacerdotis New-Britaindwergijsvogel, C. meeki Noord-Salomonsdwergijsvogel, C. collectoris New-Georgiadwergijsvogel, C. nigromaxilla Guadalcanaldwergijsvogel en C. gentianus San-Cristobaldwergijsvogel werden vroeger als ondersoorten beschouwd, maar uit DNA-onderzoek bleek dat een soortstatus gerechtvaardigd is.

## Kenmerken
De Molukse dwergijsvogel is 14,5 centimeter lang en heeft een vleugellengte van 6,5 centimeter. Het is een kleine ijsvogelsoort, die enigszins lijkt op de Filipijnse dwergijsvogel. De molukkendwergijsvogel heeft een iriserend blauwe band op de rug en de stuit. Een volwassen exemplaar heeft roodbruine borst. De keel is vuilwit, met een eveneens witte vlek tussen de snavel en het oog. De kleur van de kop, bovenkant van de rug, vleugels kan diverse kleuren blauw gecombineerd met zwart zijn. Het einde van de staart is zwart. De poten zijn roodachtig oranje en de ogen zijn donkerbruin.

## Verspreiding en leefgebied
Volgens de IOC World Bird List worden er nog twee ondersoorten onderscheiden:
- C. l. uropygialis Gray, GR, 1861: van Morotai tot Obi (noordelijke Molukken).
- C. l. lepidus Temminck, 1836: Ceram en Watubela (zuidelijk Molukken).

De Molukse dwergijsvogel komt alleen of in paartjes voor in regenwoud en secondair bos tot op een hoogte van 1200 m boven de zeespiegel. Daar zijn ze te vinden in laag kreupelhout langs beken, waar ze jagen op insecten in de lucht of op de grond. Ze duiken alleen in het water om zich te wassen. De vogel broedt in holen in de oevers van kleine beekjes.

## Status
De Molukse dwergijsvogel heeft een groot verspreidingsgebied en daardoor is de kans op uitsterven gering. De grootte van de populatie is niet gekwantificeerd, maar gaat door ontbossing in aantal achteruit. Echter, het tempo ligt onder de 30% in tien jaar (minder dan 3,5% per jaar). Om deze redenen staat deze dwergijsvogel als niet bedreigd op de Rode Lijst van de IUCN.